# Копылов, Александр Александрович (дирижёр)
Александр Александрович Копылов (род. 4 июня 1924, Краснодар, Юго-Восточная область) — советский и российский дирижёр Новосибирского театра оперы и балета (1953—1963) и Большого театра. Заслуженный артист РСФСР (1961), народный артист РСФСР (1987), Лауреат Государственной премии Узбекской ССР имени Хамзы (1983), заслуженный деятель искусств Узбекской ССР (1983).

## Биография
Родился в семье музыкантов в Краснодаре. В детстве много путешествовал по стране, так как его отец работал концертмейстером в различных симфонических и оперных оркестрах. Впервые навыки дирижирования получил у известного дирижёра Александра Гаука в Большом театре, который на тот момент был эвакуирован в Тбилиси. Но уроки были непродолжительными, потому что в скором времени Александр Копылов ушёл на фронт.
После войны поступил в Ереванскую консерваторию, здесь его преподавателем был Константин Сараджев, знаменитый дирижёр и педагог. В учебный период играл на фаготе в оркестрах театра оперы и балета имени А. А. Спендиарова и Ереванской филармонии.
После окончания консерватории переехал в Новосибирск и работал в филармонии, после чего 9 лет трудился в Новосибирском оперном театре и консерватории.
В 1962 году дирижёра пригласили в Большой театр на прослушивание, результатом стали гастроли с балетной труппой в Америку, после которых его приняли в Большой театр.

## Постановки
В Новосибирском театре оперы и балета был дирижёром-постановщиком таких спектаклей как «Эсмеральда» (Ц. Пуни), «Медный всадник» Р. Глиэр, «Маскарад» (А. Лапутин), «Спящая красавица», «Лебединое озеро» и «Щелкунчик» (П. Чайковский), «Баядерка» (Л. Минкус), «Драгоценный фонарь Лотоса» (Жан Сяо Ху, первая постановка в СССР), «Каменный цветок» (С. Прокофьев), «Бахчисарайский фонтан» (Б. Асафьев) и т. д.
В репертуаре Александра Копылова премьеры балетов «Класс-концерт» (1963), «Испанское каприччио» (1963), «Героическая поэма» (1964), «Аистёнок» (1964), «Наш двор» (1970), «Моцарт и Сальери» (1973), «Озарённость» (1974), «Любовью за любовь» (1976), «Чиполлино» (1977), «Коппелия» (1977), «Болеро» (1978), «Гусарская баллада» (1980), «Маленький принц» (1983), «Гаянэ» (1984), «Укрощение строптивой» (1996), «Дон Кихот» (1999) и т. д.

## Награды
- Орден Почёта (17 июня 1999 года) — за заслуги перед государством, большой вклад в укрепление дружбы и сотрудничества между народами, многолетнюю плодотворную деятельность в области культуры и искусства[6].
- Орден Трудового Красного Знамени (25 мая 1976 года) — за заслуги в развитии советского музыкального и хореографического искусства и в связи с 200-летием Государственного академического Большого театра СССР[7].
- Орден «Знак Почёта» (13 августа 1955 года) — за большие заслуги в области советского музыкального искусства[8].
- Медали.
- Народный артист РСФСР (1987).
- Заслуженный артист РСФСР (1961).
- Заслуженный деятель искусств Узбекской ССР (1983).
- Государственная премия Узбекской ССР имени Хамзы (1983)[9].